# Гризи-ле-Платр
Гризи-ле-Платр  (фр. Grisy-les-Plâtres) — муниципалитет во Франции, в регионе Иль-де-Франс, департамент Валь-д'Уаз. Население — 556 человек (1999).
Муниципалитет расположен на расстоянии около 38 км северо-западнее Парижа, 11 км севернее Сержи.

## Демография
Динамика населения (Cassini и INSEE):